# Zábradlí

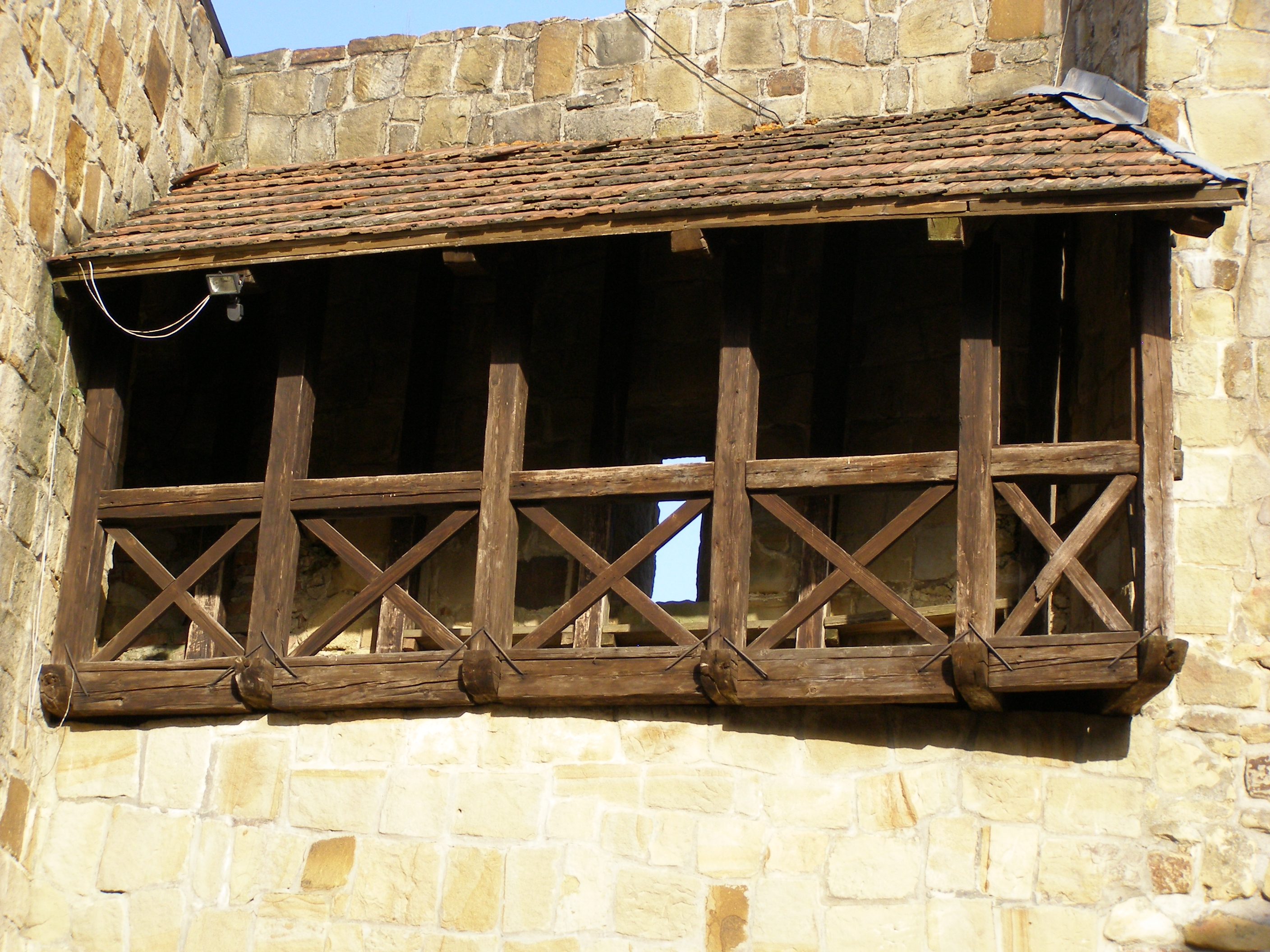
Hrad Kamieniec, Odrzykoń Polsko

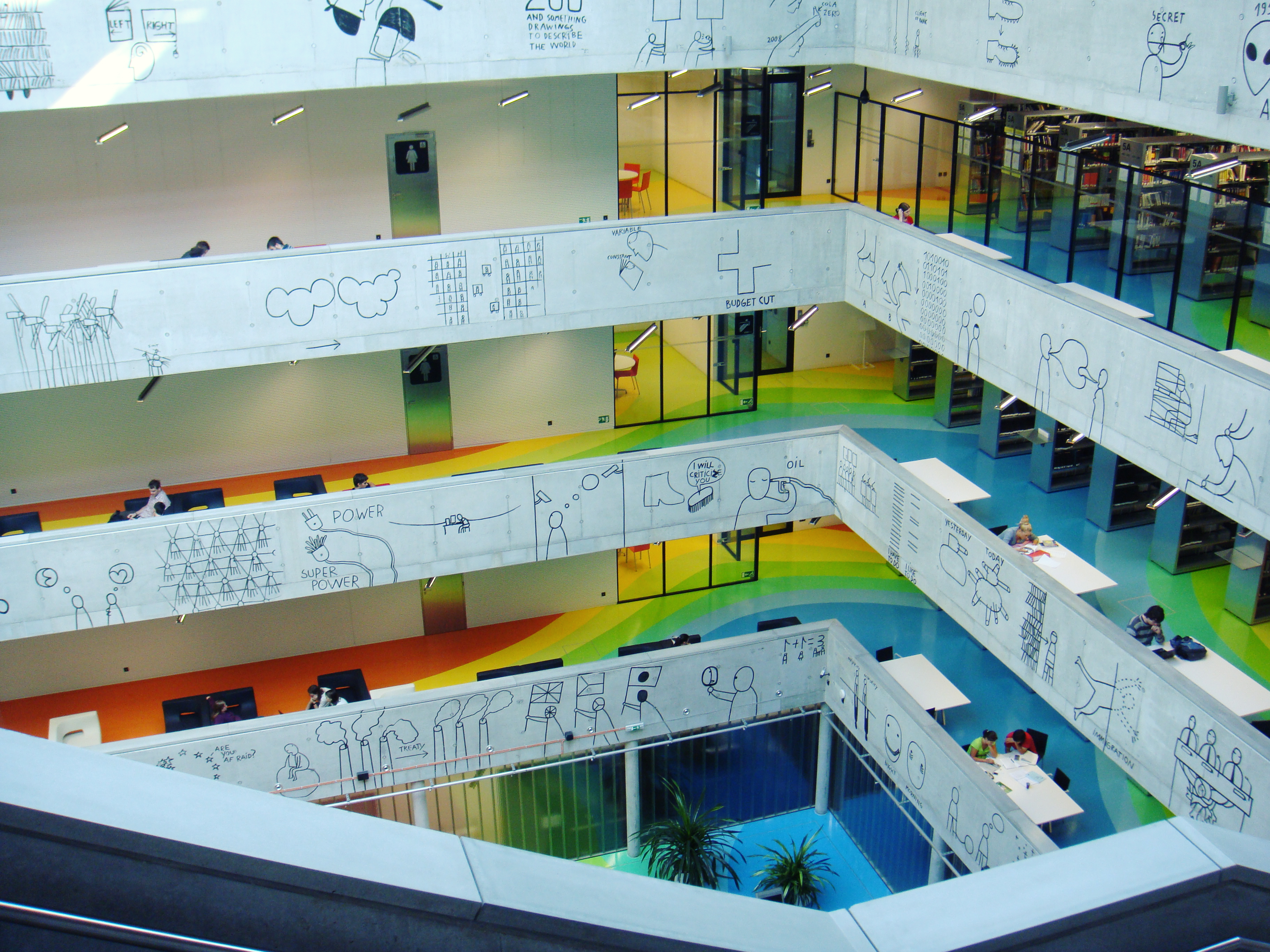
Národní technická knihovna v Praze: plnostěnné zábradlí

Zábradlí je základním prvkem ochrany lidí před pádem do hloubky nebo před vstupem do nebezpečného či zakázaného prostoru. Zřizuje se jako trvalá součást budov, mostů, komunikací a veřejně přístupných míst, plavidel a strojů, nebo jako dočasná ochrana zejména při stavebních pracích. Schodišťové zábradlí zajišťuje bezpečnost pohybu uživatelů na schodištích nebo rampách.
Vzhledem k mimořádnému významu pro bezpečnost a ochranu zdraví jsou pro zábradlí předepsány normové požadavky. Ty se liší podle umístění a účelu, pro který je zábradlí zřizováno.

## Základní členění zábradlí
- interiérová - určená do vnitřku budov, staveb nebo strojů.
- exteriérová - určená pro venkovní prostředí budov, staveb, strojů či cest.

Další typ je členění na základě doby použití.
- krátkodobá - používání je plánováno na krátké časové období. Mohou to být i přenosná zábradlí
- dlouhodobá - používání je plánováno dlouhodobě.

Na základě tohoto členění se volí konstrukce, materiál a vzhled zábradlí.

## Architektura
Zábradlí je významným architektonickým prvkem, který se uplatňuje jak v interiéru (vnitřní schodiště, dvorany), tak v exteriéru (balkony, pavlače, vstupní schodiště).

### Používané materiály a jejich vývoj
Již od počátku se pro zábradlí užíval kámen. Nejprve byl jednoduše opracovaný pro zděná plnostěnná zábradlí, později byla kamenná zábradlí výtvarným dílem kamenosochařů, často ve formě balustrády. Podobně bylo od počátku používáno dřevo, zejména pro sloupková zábradlí, která byla často obedňována, jak je vidět zejména v lidové architektuře. V současnosti se dřevěná zábradlí zhotovují především v rodinných domech.
Kovová zábradlí se na reprezentativních stavbách začínají užívat v barokním období, kdy jde zpravidla o velmi náročné kované, často částečně zlacené či jinak barevně zdobené výrobky. V 19. století se použití kovových zábradlí hojně rozšířilo, především v podobě zdobných z litinových dílců. Rozvoj výroby ocelových válcovaných trubek a profilů přinesl další možnosti pro návrhy a výrobu sloupkového zábradlí. V současnosti se prosazují kovové materiály vyžadující minimální údržbu, protože u nich není třeba obnovovat nátěry zábradlí. Je to především pozinkovaná nebo chromová ocel a hliníkové slitiny.
Jakmile se ve stavebnictví ve 20. století prosadil beton, začal se používat i pro konstrukci zábradli. Provádějí se železobetonová plnostěnná zábradlí, u panelových domů jsou osazovány do fasády prefabrikované desky balkonového zábradlí. 
V architektuře 21. století se stále více užívá tvrzené sklo. Jeho vyšší pevnosti a odolnosti se dosahuje vrstvením. Užití plastů se příliš neprosazuje.[zdroj?] Je samozřejmé, že všechny uvedené materiály se k dosažení požadovaného vzhledu vzájemně kombinují.

### Přednosti a nedostatky užitých materiálů
- Kovové pozinkované zábradlí – nevýhody: velká váha, která zatěžuje konstrukci stavby, několikanásobně zvýšené nároky na dopravu, nutnost mechanizace a lešení při instalaci na patrové budovy. Mnoho pracovních úkonů, (zaměření, svaření v dílně, doprava do zinkovny, doprava na místo montáže). Nevhodné pro využití v interiéru.
- Pochromované a nerezové zábradlí –nevýhody: Drahé pořizovací náklady, nutnost leštění a konzervace v průběhu životnosti, nevhodné pro venkovní použití. Značná váha, která zatěžuje především interiérové schody a předsunuté balustrády.
- Zábradlí se skleněnými výplněmi – nevýhody: drahé pořizovací náklady, nutnost neustálého leštění, nevhodné použití ve výškových budovách. Značná váha, která zatěžuje především interiérové schody a předsunuté balustrády. Sklo časem křehne a bezpečnostní fólie je časem poškozená UV zářením, mění odstíny a vytváří se viditelné skvrny.
- Hliníkové stavebnicové zábradlí 
  - Nevýhody: láká sběrače kovů[zdroj?]
  - Výhody: lehké, levné, vhodné na interiér i exteriér. Bezúdržbové, variabilní a bezpečné. Nepodléhá vlivům počasí, vhodné je i do slaného přímořského podnebí. Za pomocí elektrooxidace se na povrchu vytváří vrstva o tloušťce 18-20 mikronů, která chrání před škodlivými vlivy počasí v interiéru i exteriéru.Takto upravený povrch nešpiní, neohmatá se, nepodléhá sluneční erozi, je tepelně stabilní, nerozpíná se, odvádí dokonale teplo i chladí, kapky deště nezanechají stopy. Nemusí se leštit, ani jinak ošetřovat.

Použití: balkónové zábradlí, zábradlí na terasy, zábradlí k bazénu, zábradlí pro lodžie a balkóny, zábradlí na schody, alzabradli na francouzská okna, madlo do zdi.

Zábradlí v architektuře
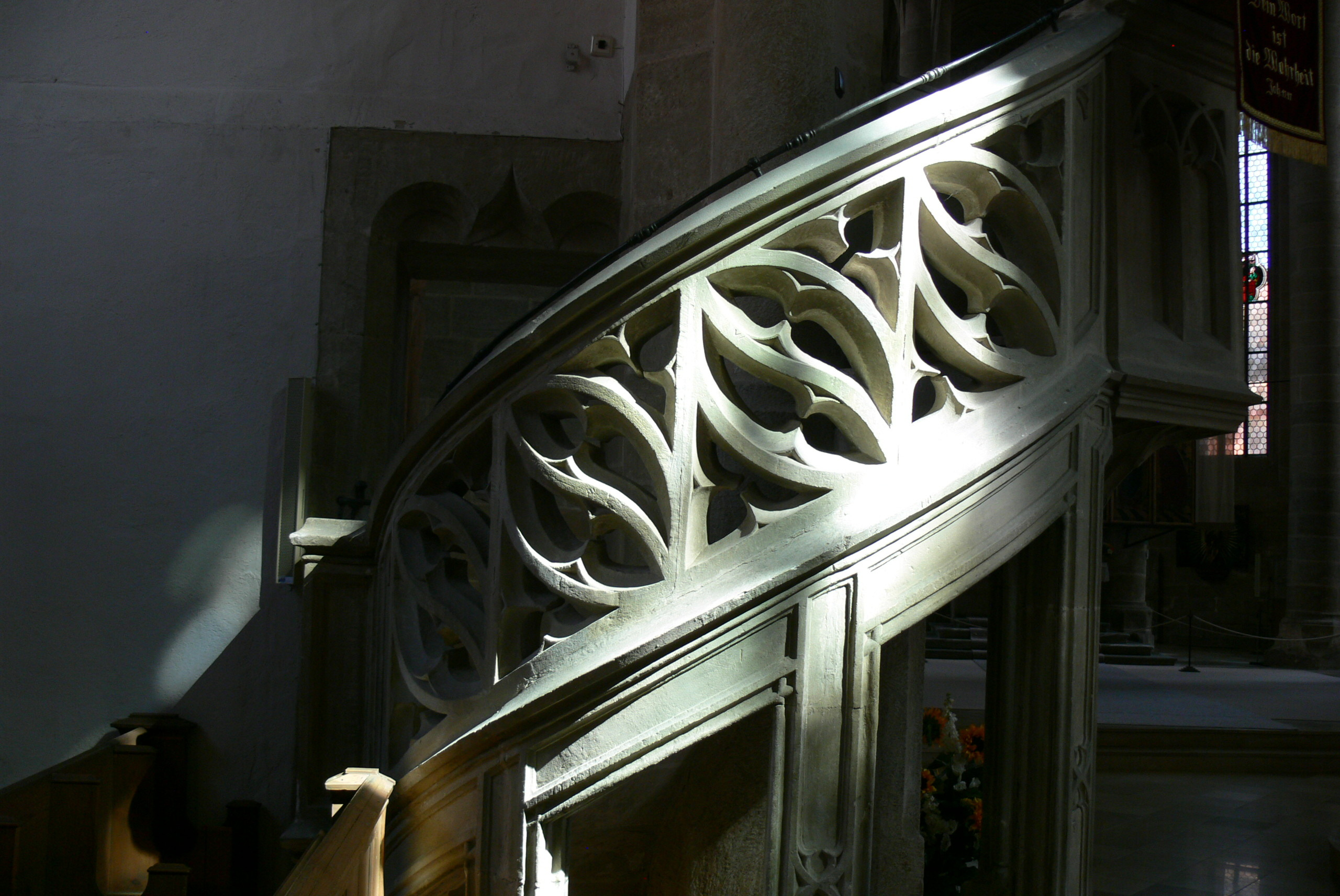
Gotika St.Andreas kazatelna Weißenburg SRN
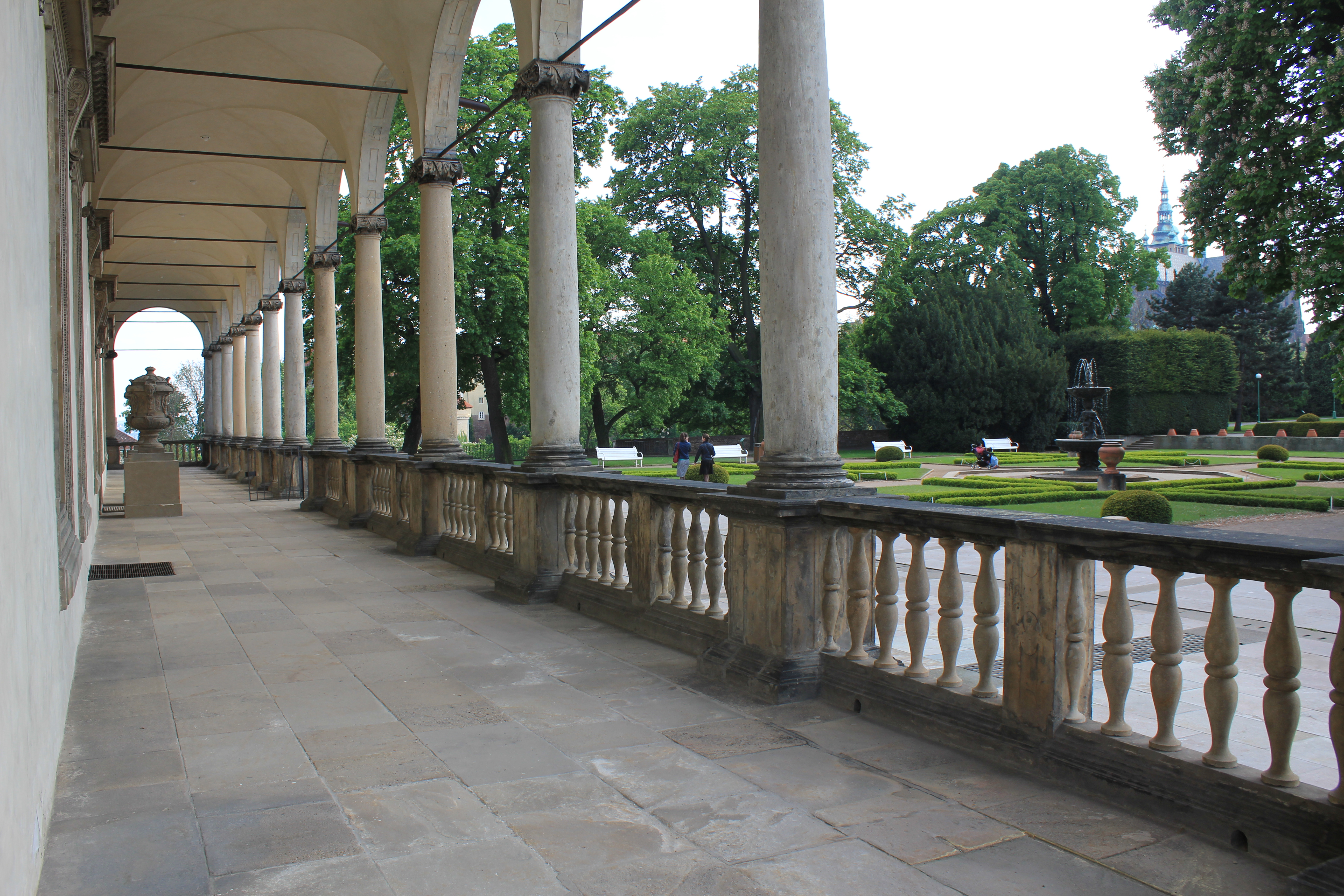
Renesance Letohrádek Belvedere Praha
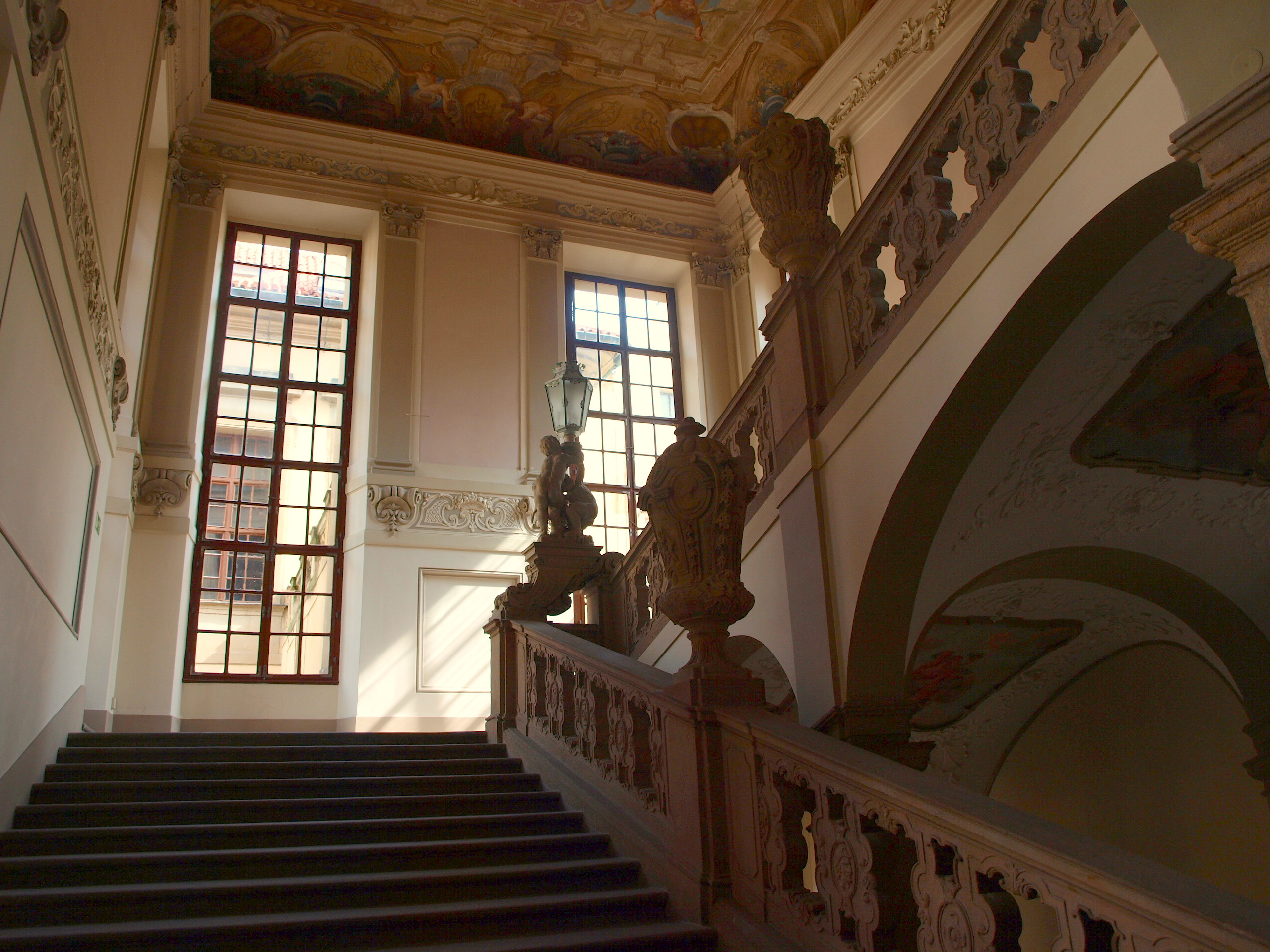
Baroko Clam-Gallasův palác Praha
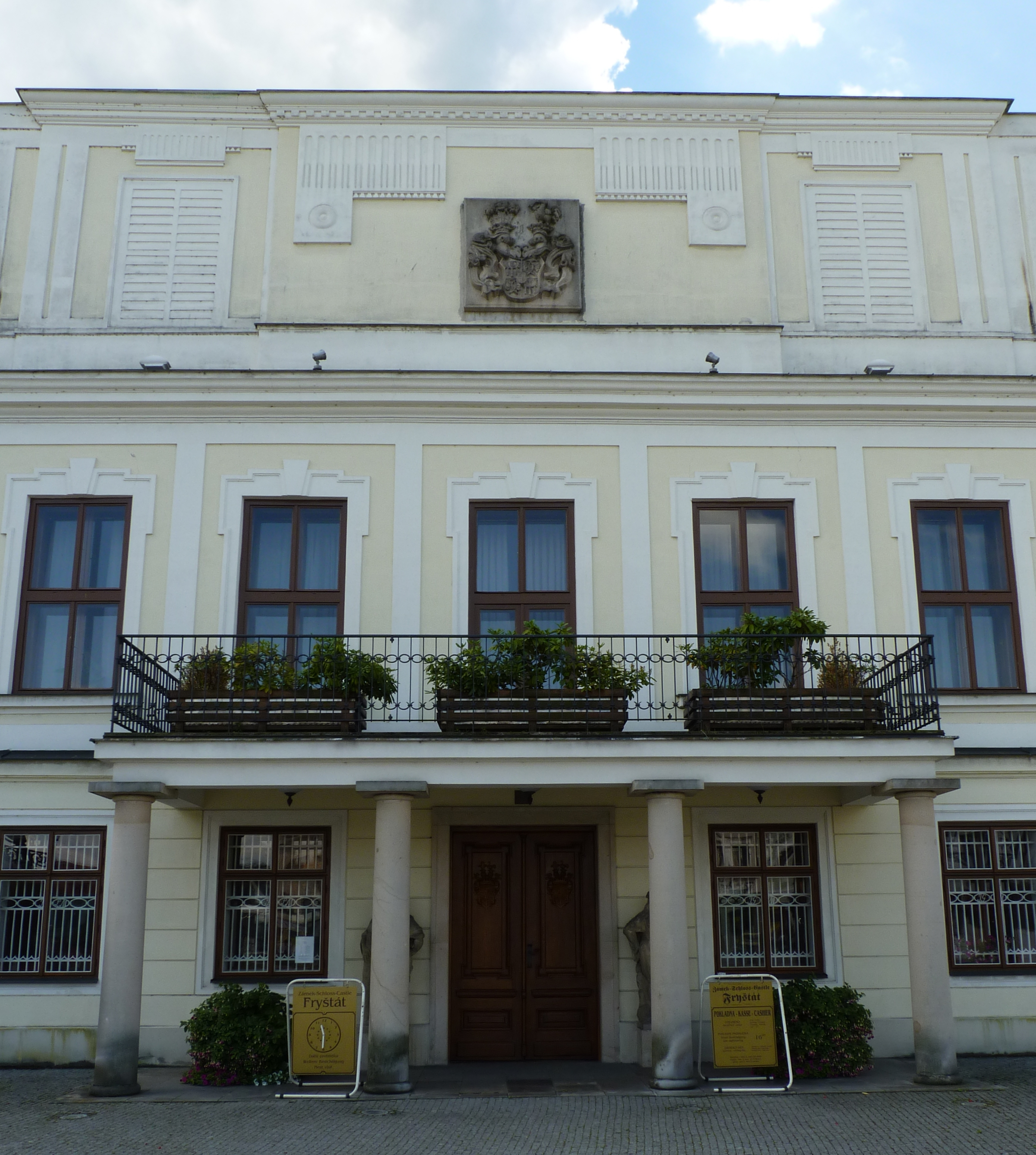
Empír Vstup do zámku Karviná - Fryštát
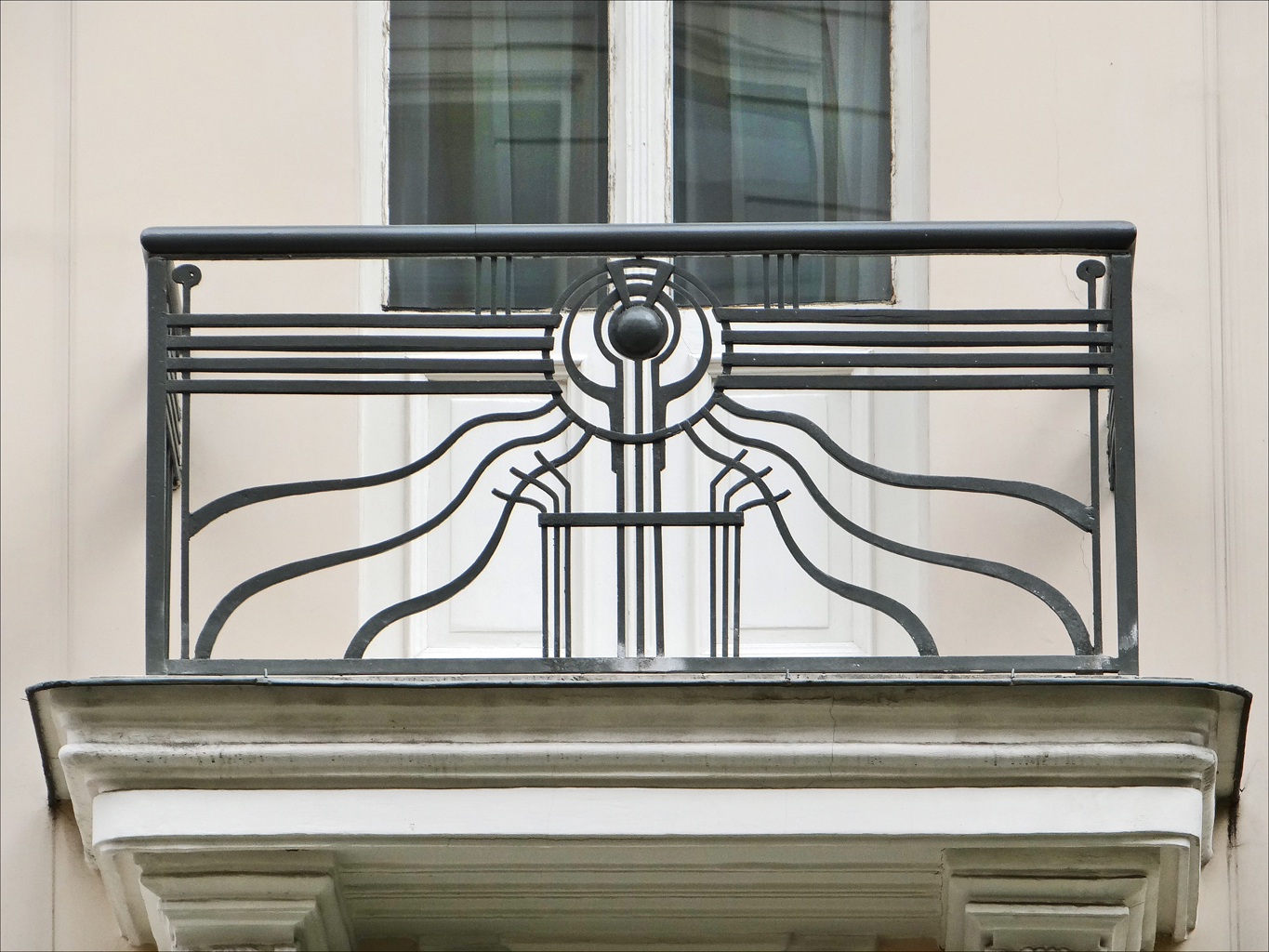
Secese Balkónové zábradlí Riga
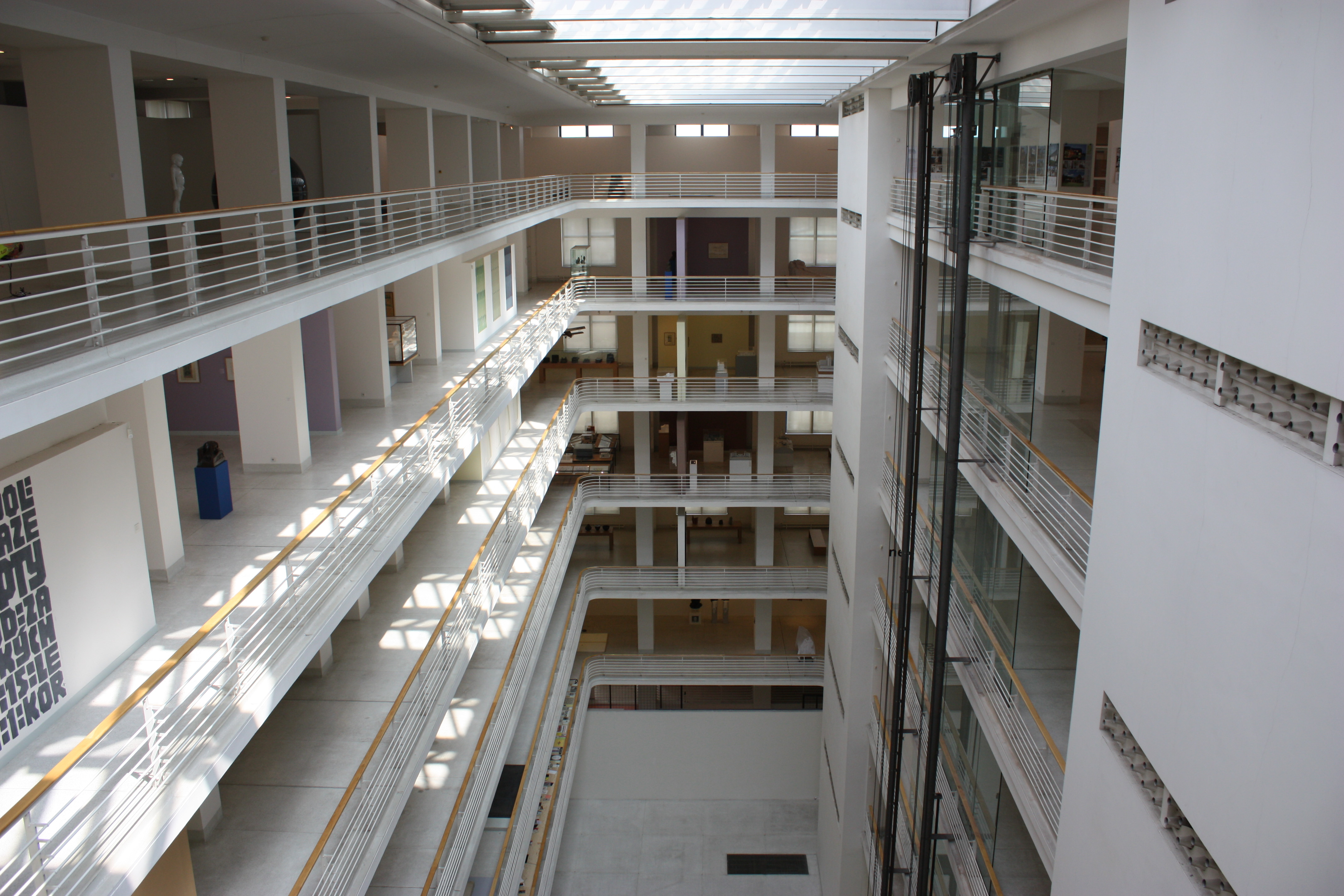
Funkcionalismus Veletržní palác Praha
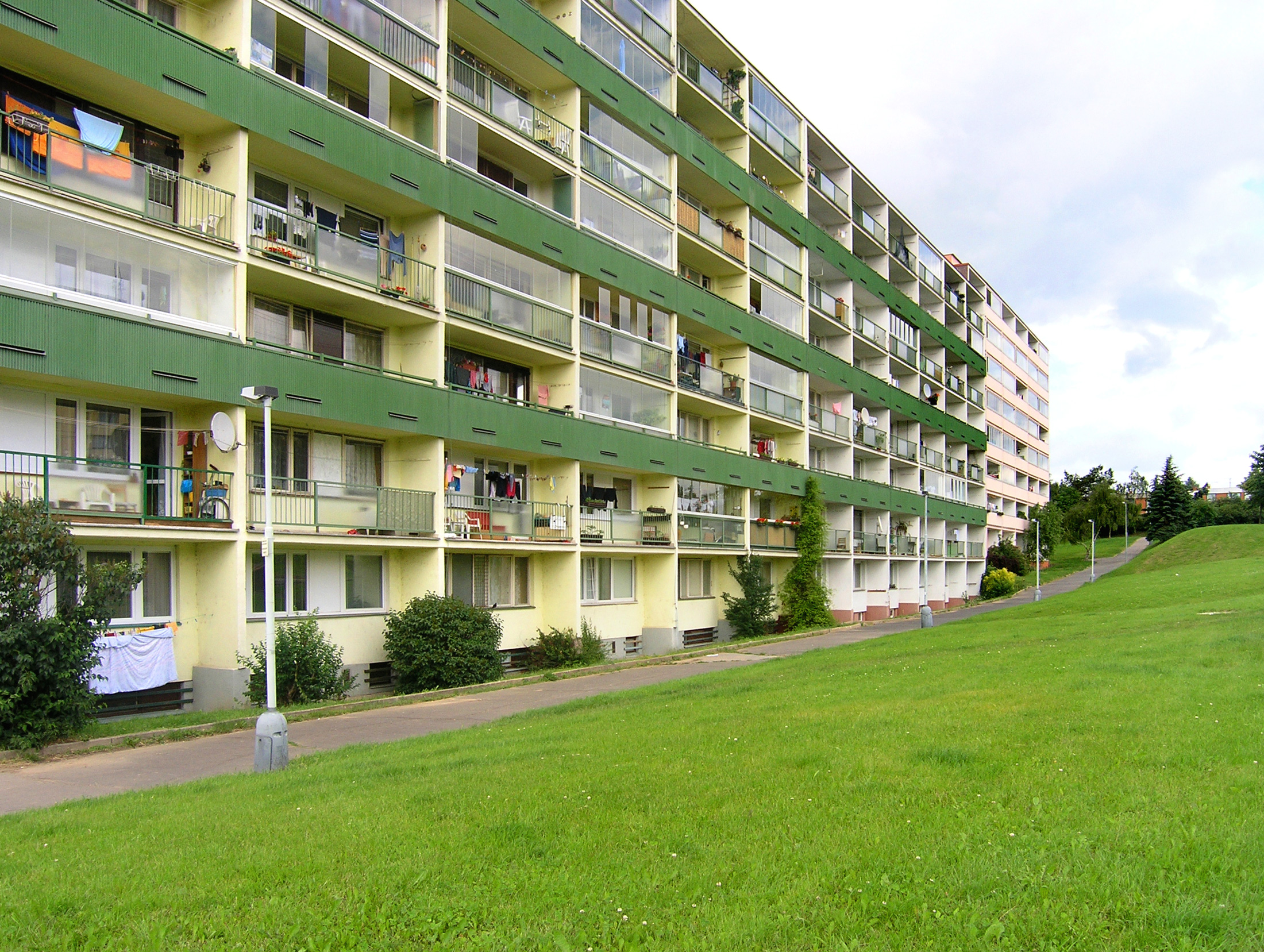
Pozdní funkc., typizace Balkónová zábradlí Praha Bohnice

## Základní prvky zábradlí
Výška trvalého zábradlí je v Česku dána ČSN 743305 podle hloubky, do které hrozí pád
|          | Výška h v mm | Použití                                 |
| -------- | ------------ | --------------------------------------- |
| snížená  | 900          | hloubka volného prostoru d ≤ 3 m        |
| základní | 1000         | hloubka volného prostoru 3 m ≤ d < 12 m |
| zvýšená  | 1100         | hloubka volného prostoru d > 12 m       |
| zvláštní | 1200         | hloubka volného prostoru d > 30 m       |

## Galerie

Zábradlí na komunikacích
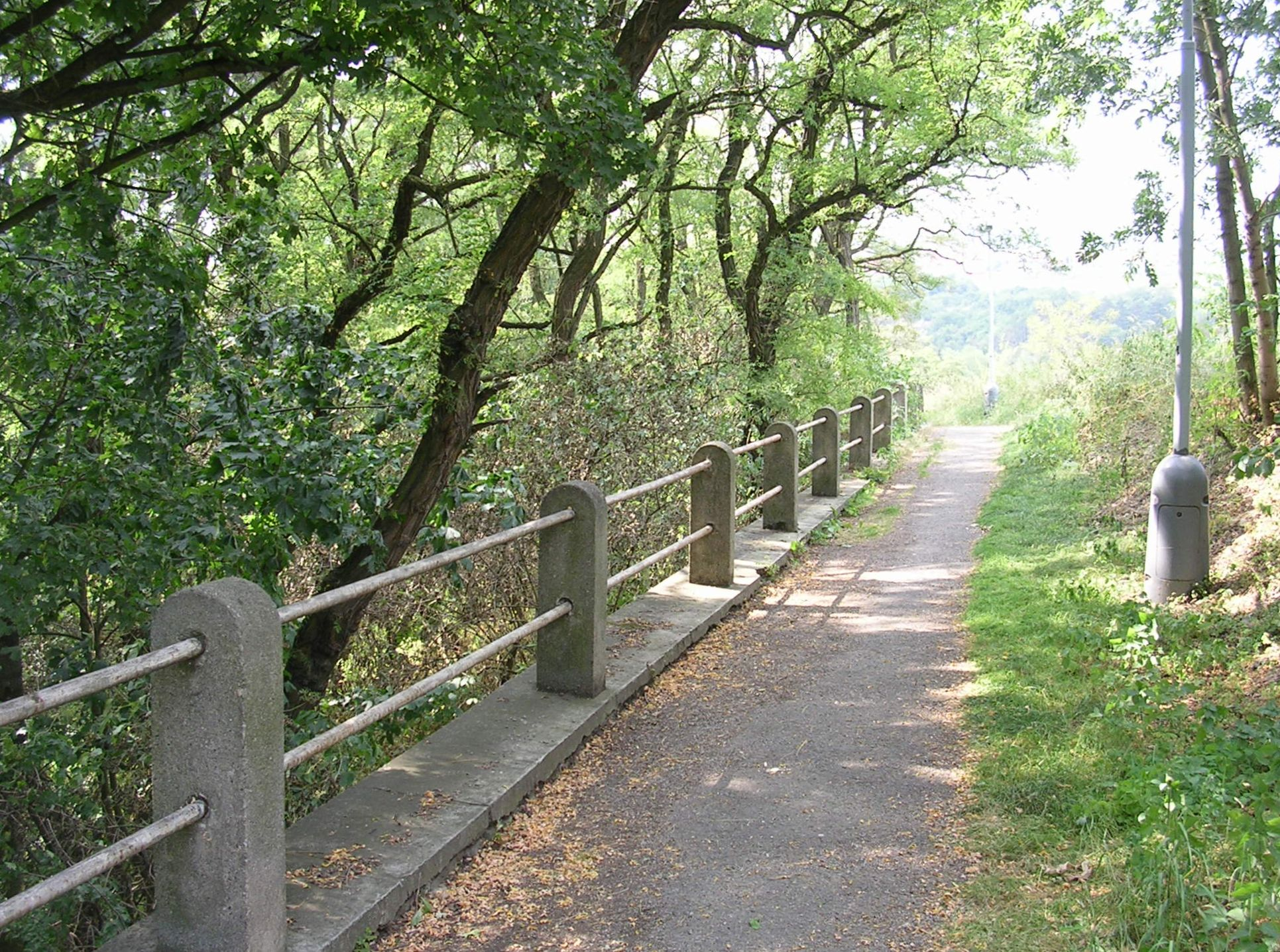
Trubkové zábradlí s betonovými sloupky
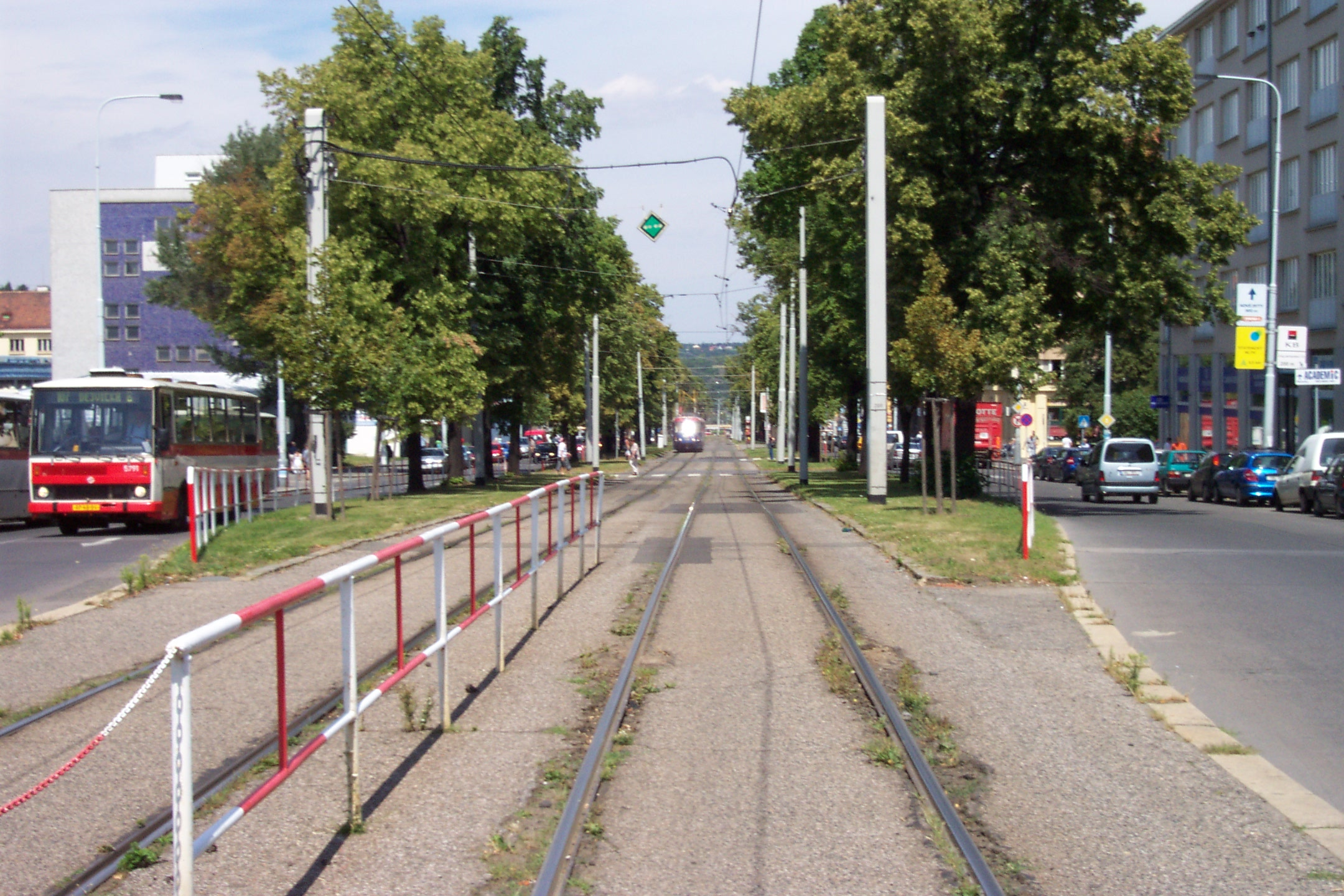
Trubkové zábradlí na tramvajové trati
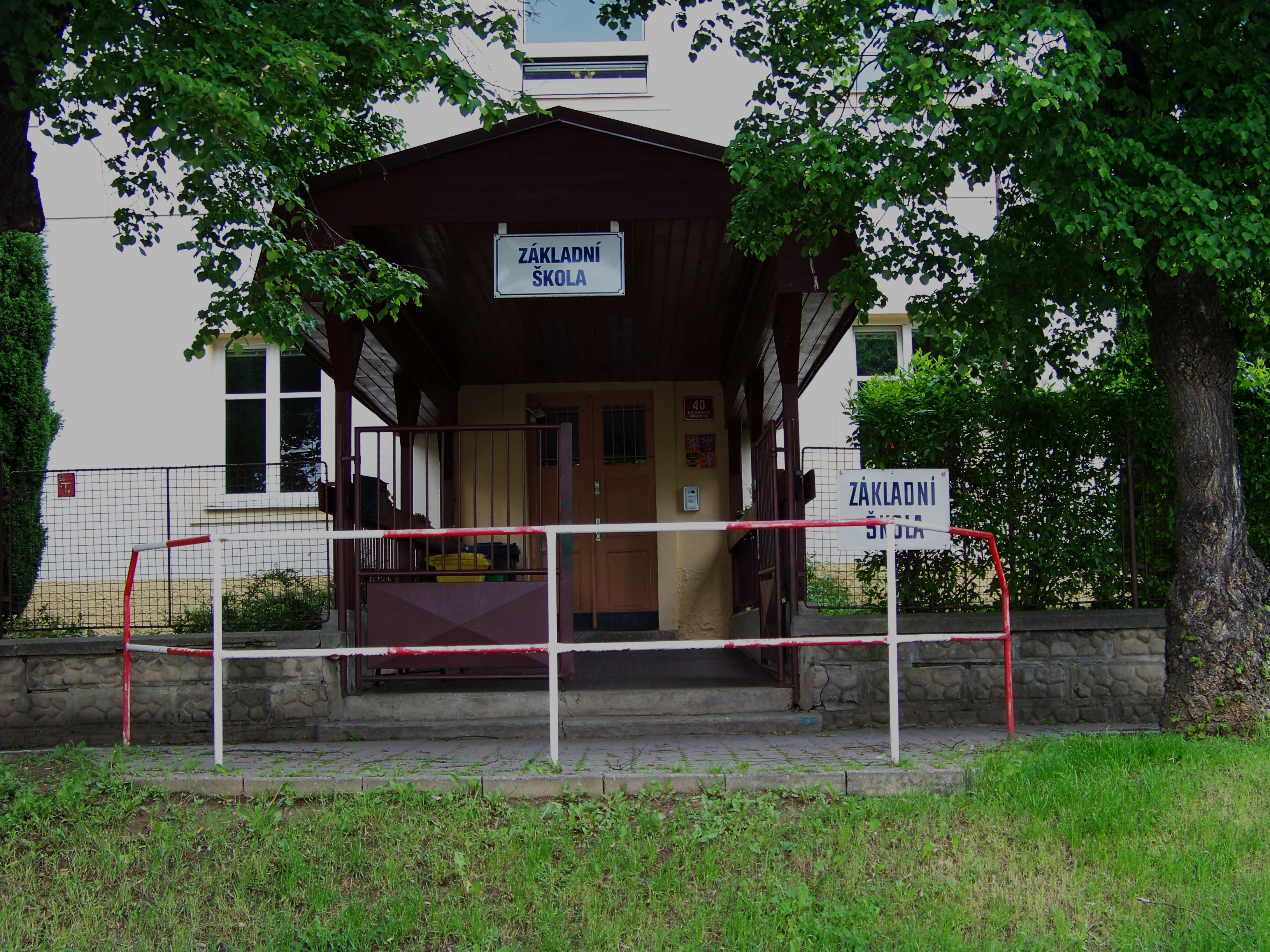
Dvoutyčové zábradlí před vchodem do školy
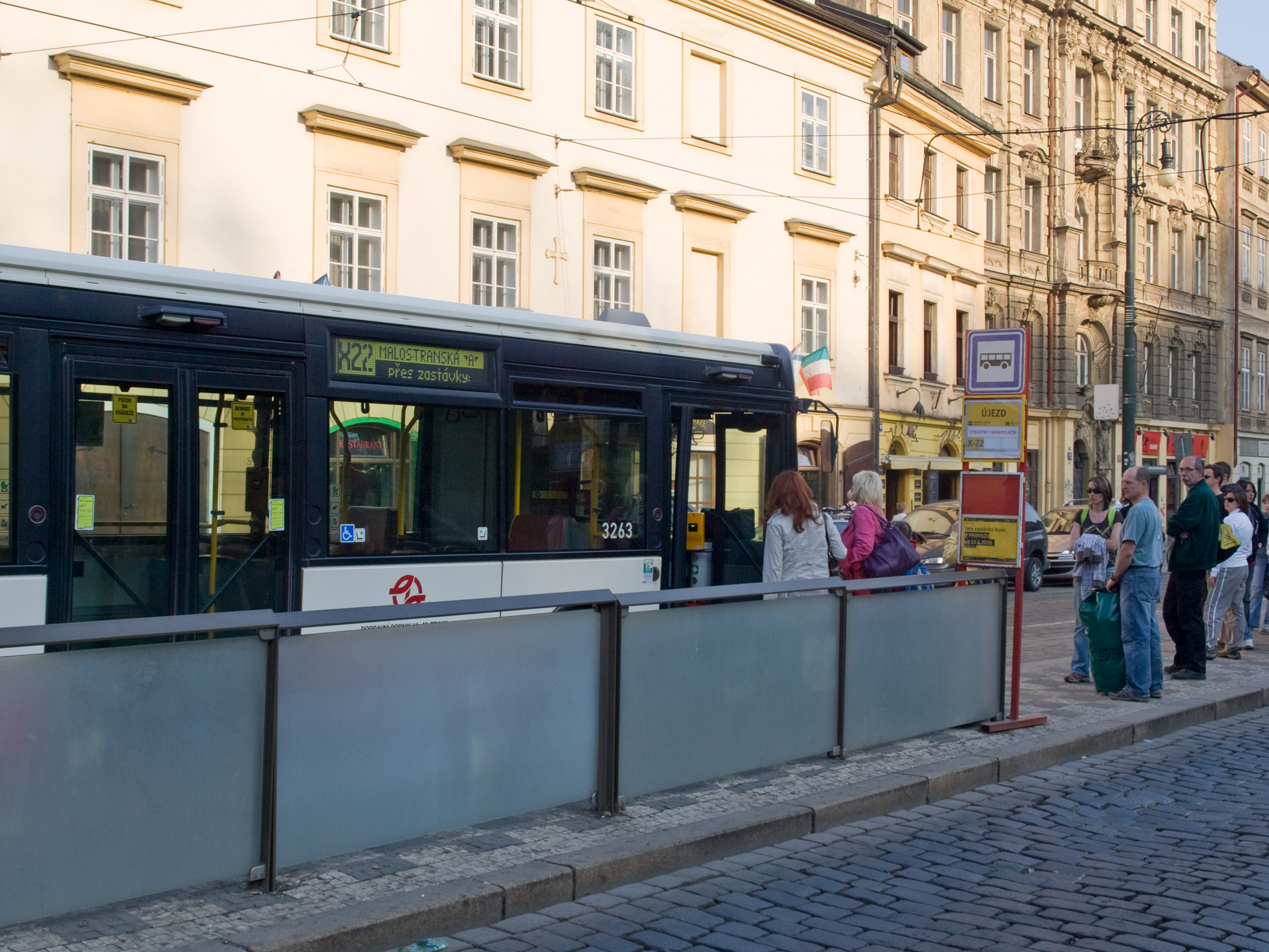
Dopravní zábradlí s výplněmi
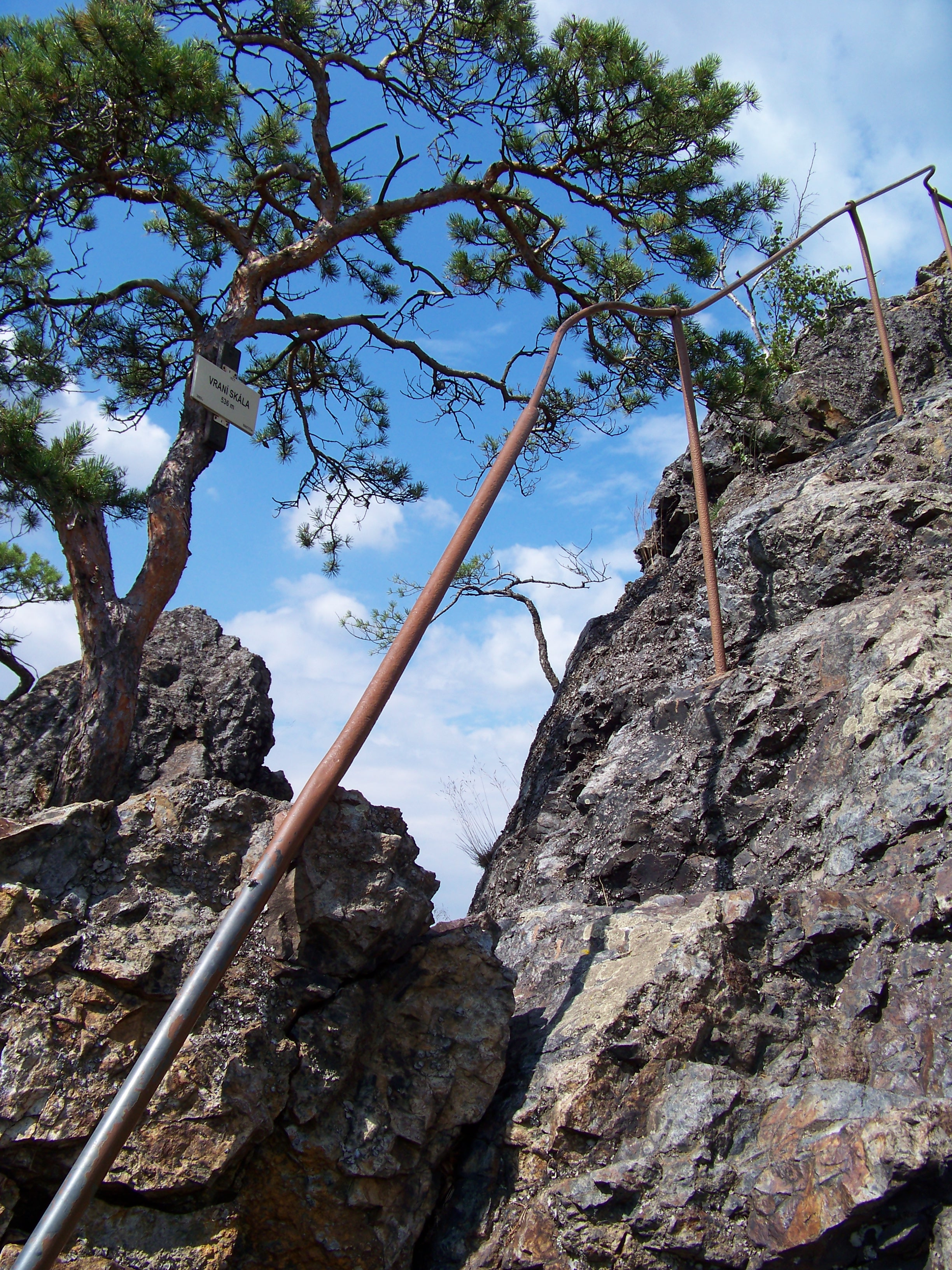
Jednoduché zábradlí na skalní stezce
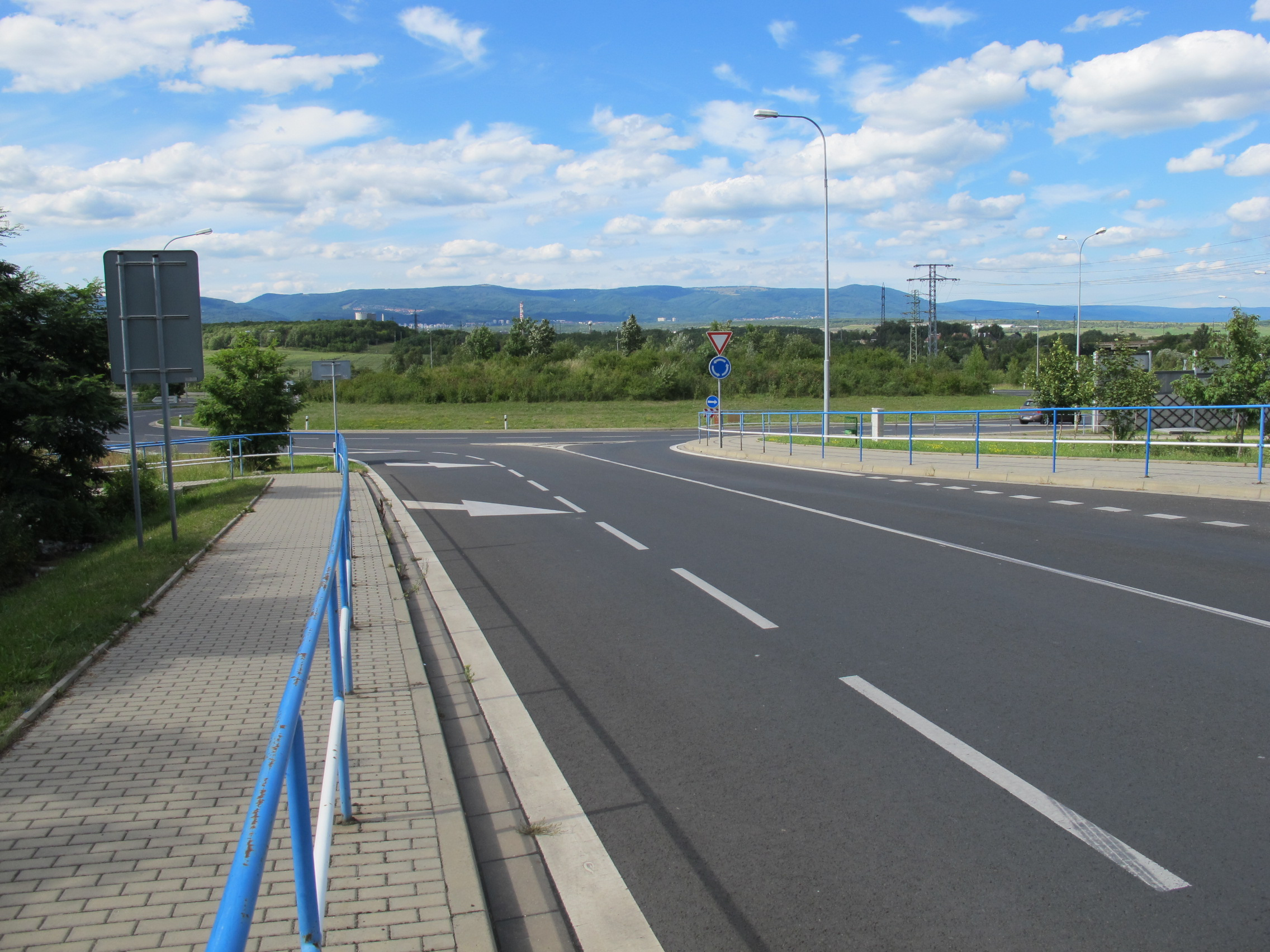
Zábradlí kolem kruhového objezdu
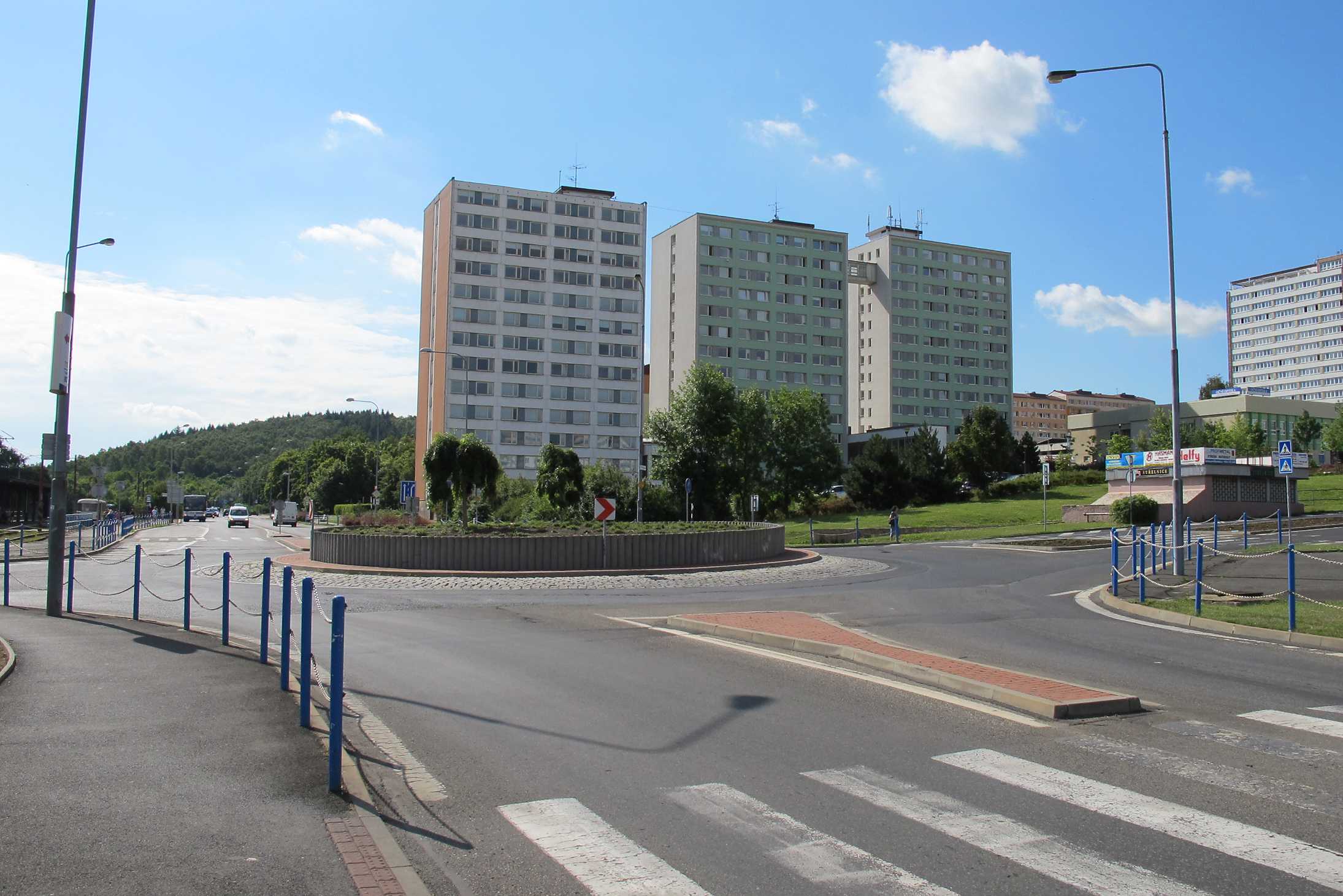
Záchytný systém

Ochranná zábradlí u strojů a na dočasných pracovištích
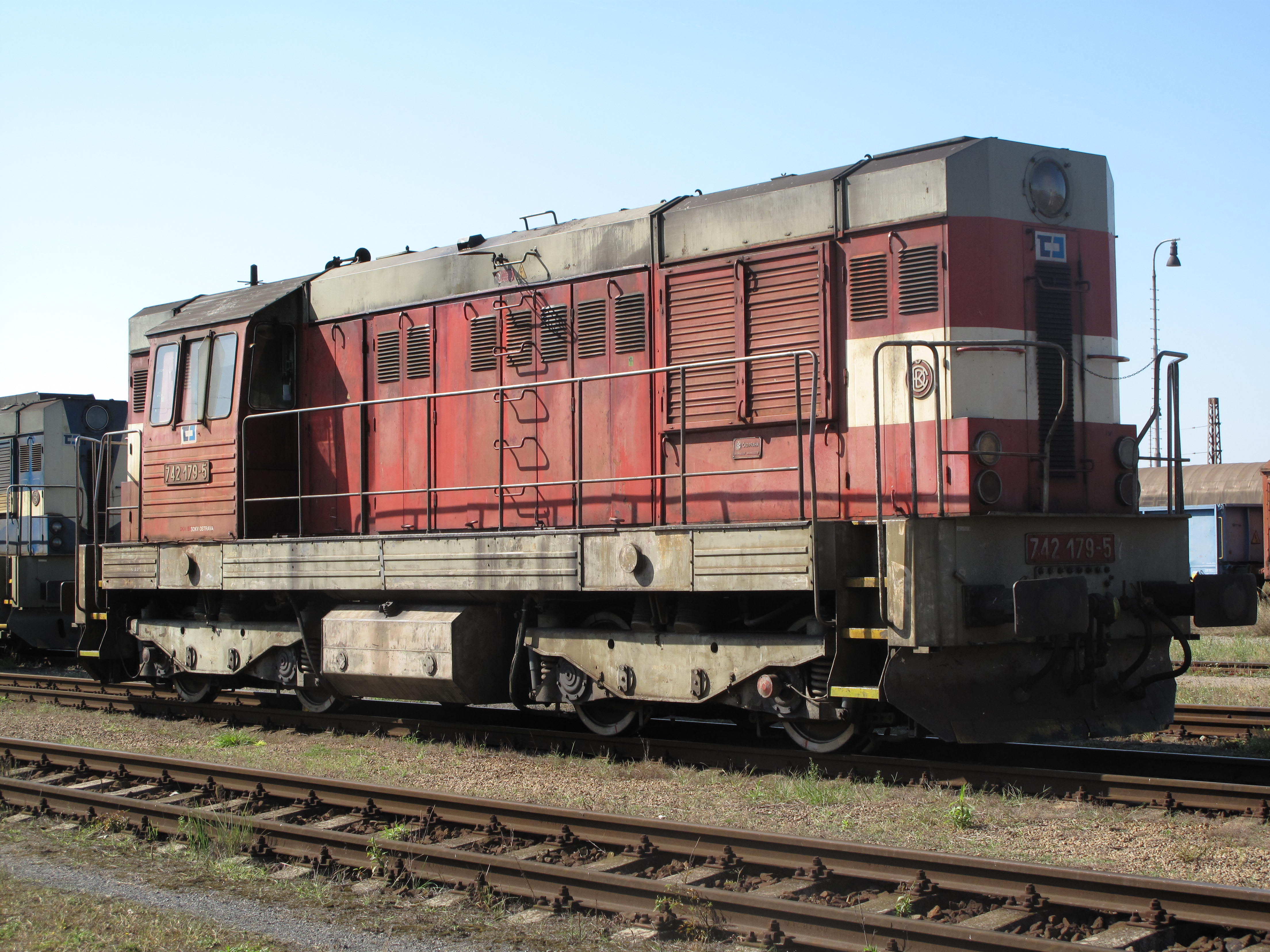
Zábradlí na ochozu lokomotivy
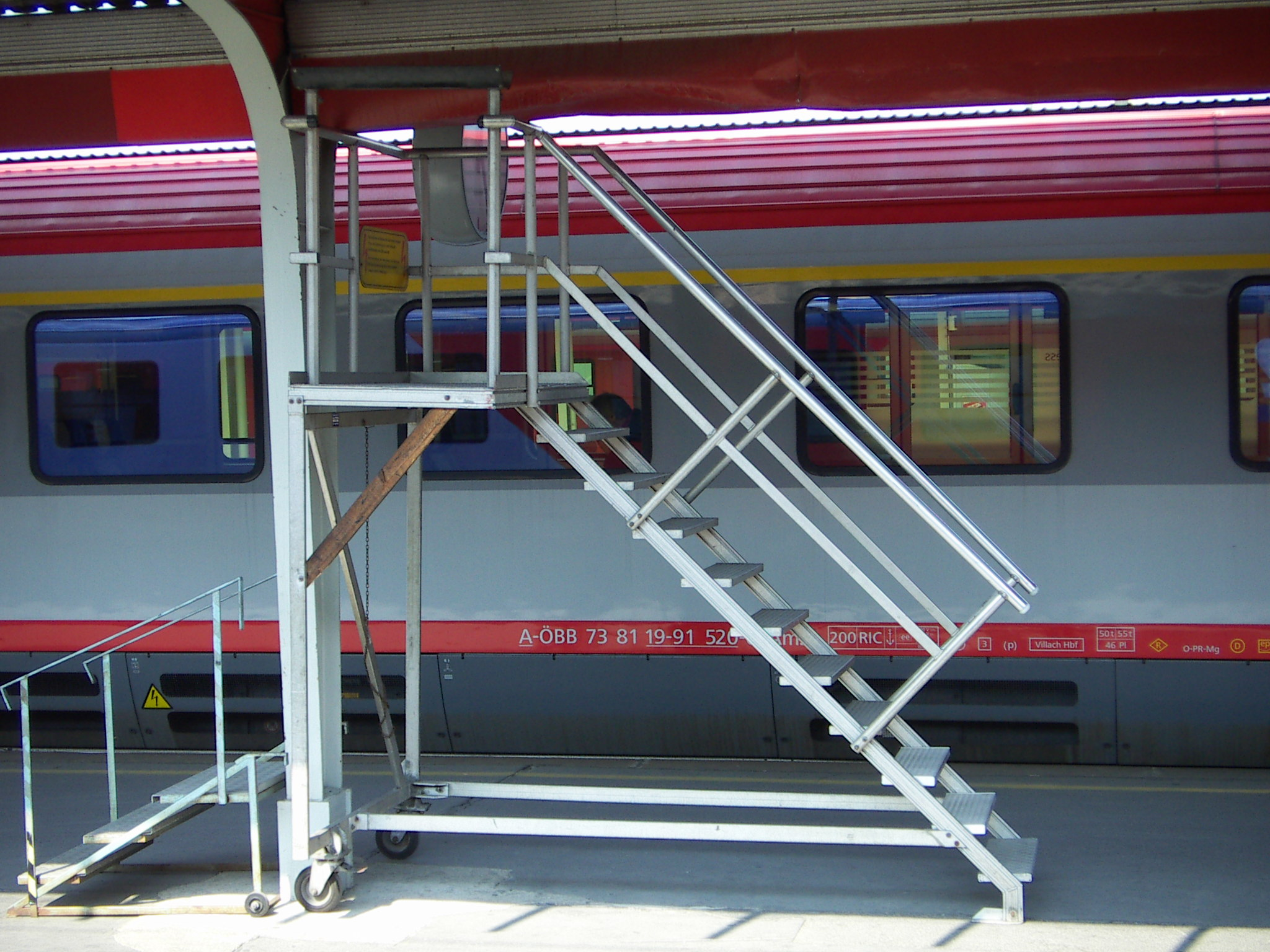
Zábradlí na montážní plošině
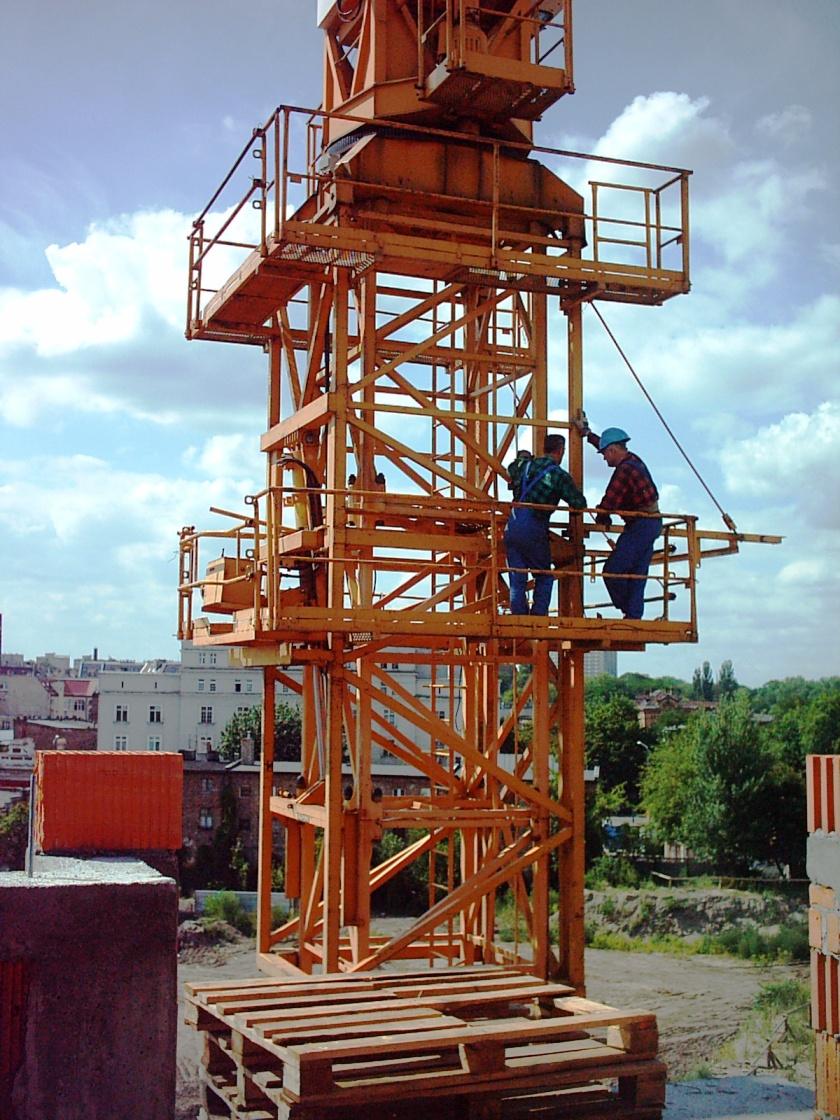
Zábradlí na pracovních plošinách
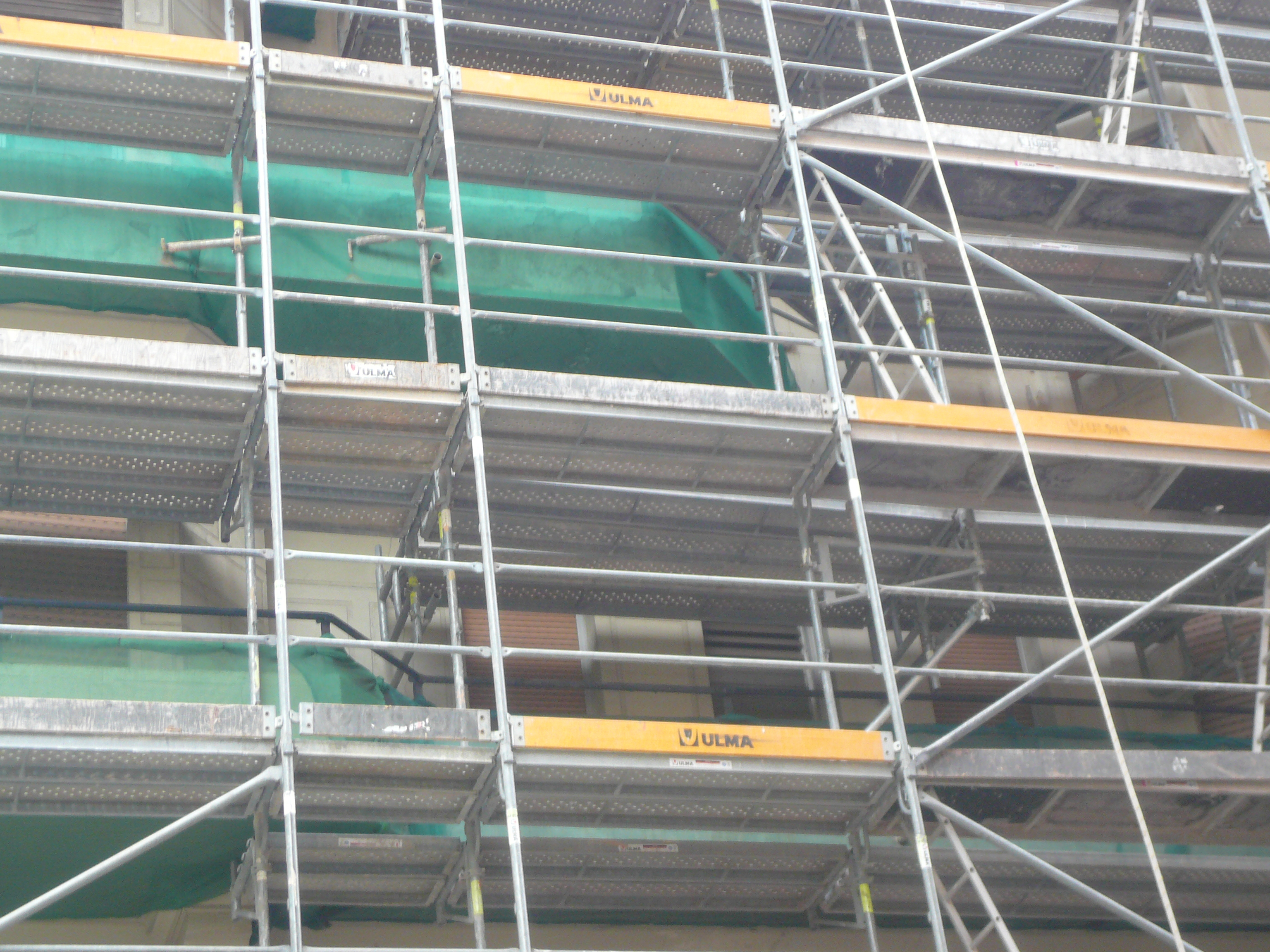
Zábradlí se zarážkou na fasádním lešení
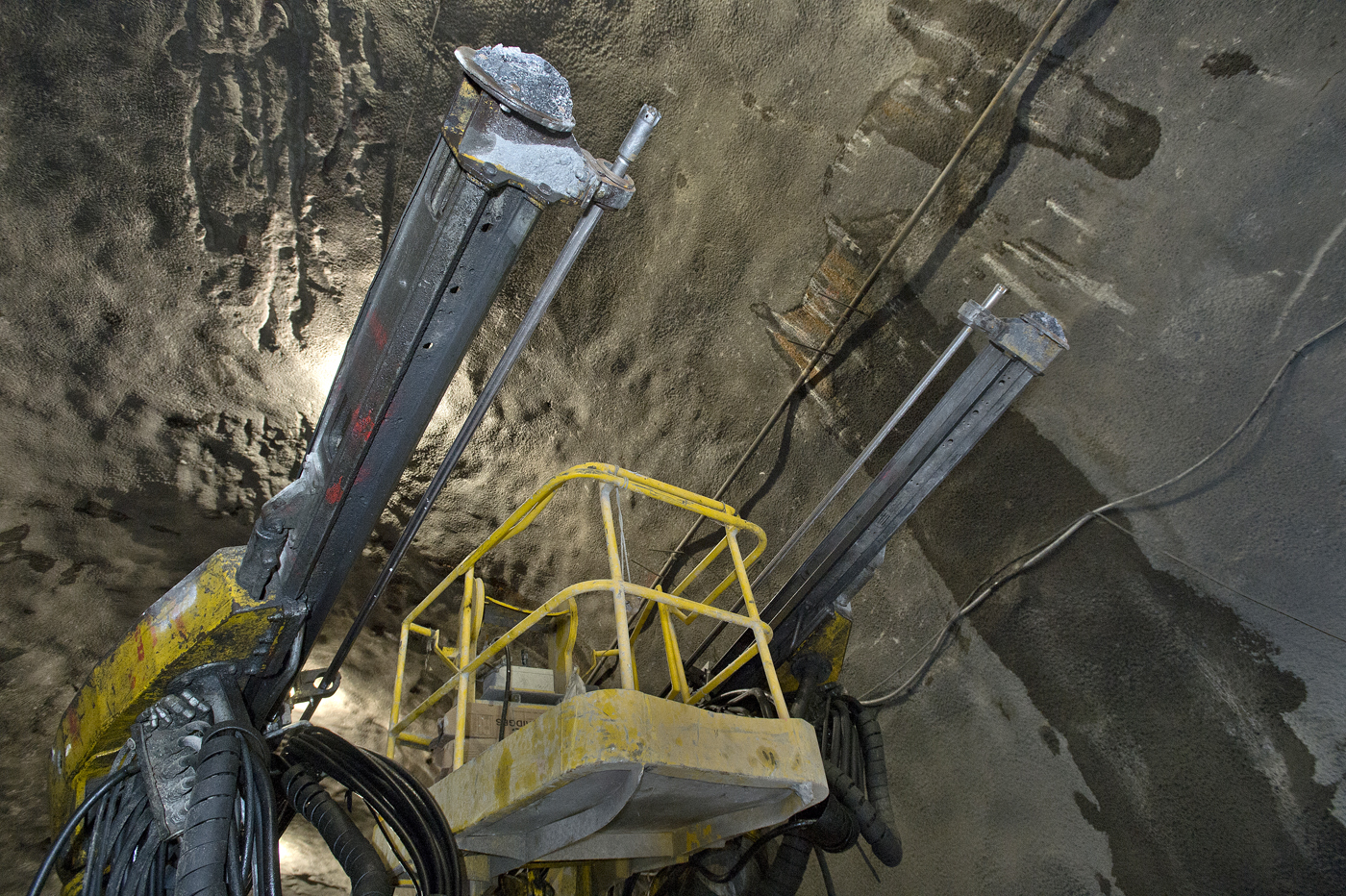
Zábradlí obslužné plošiny
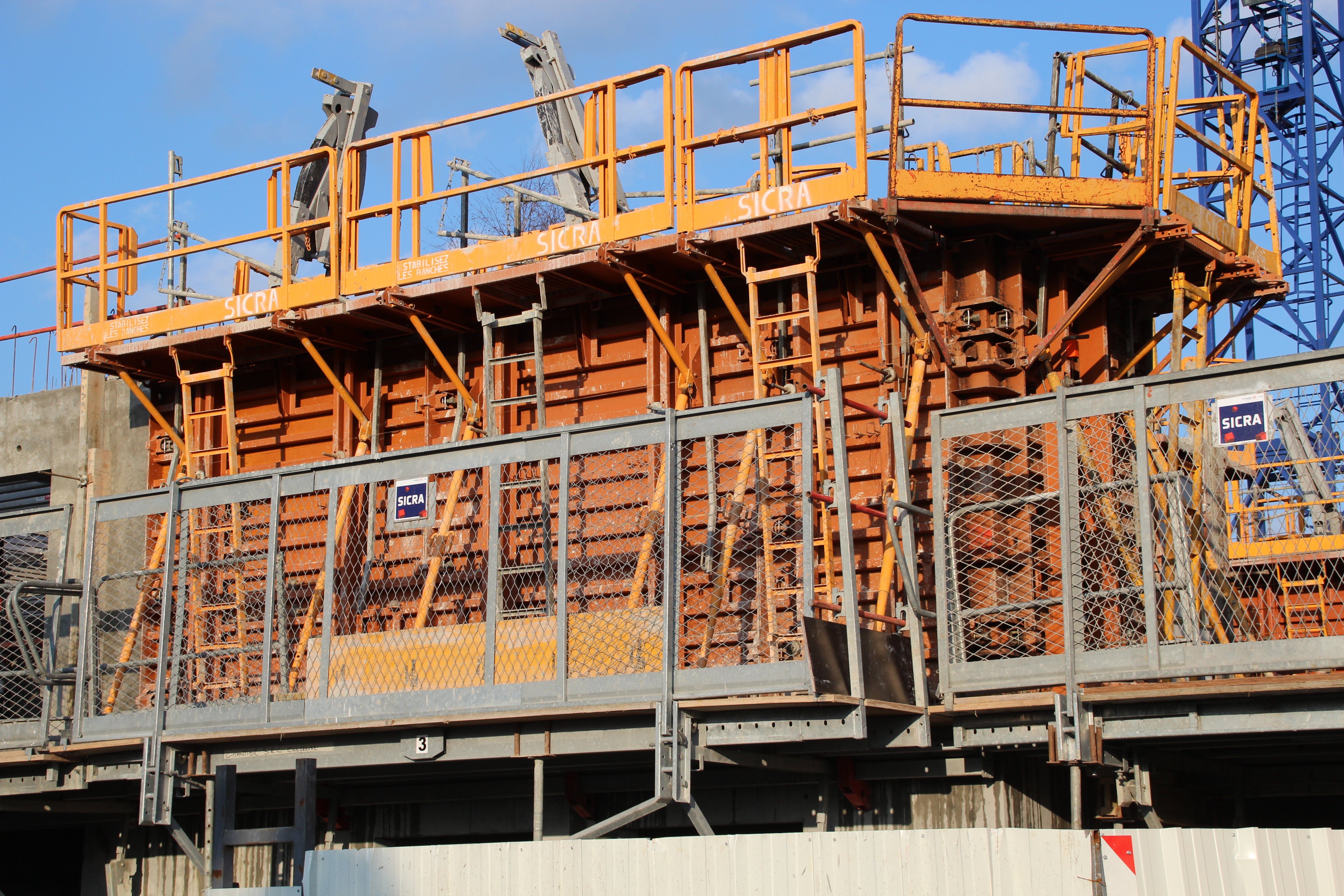
Zábradlí pracovních lávek na bednění
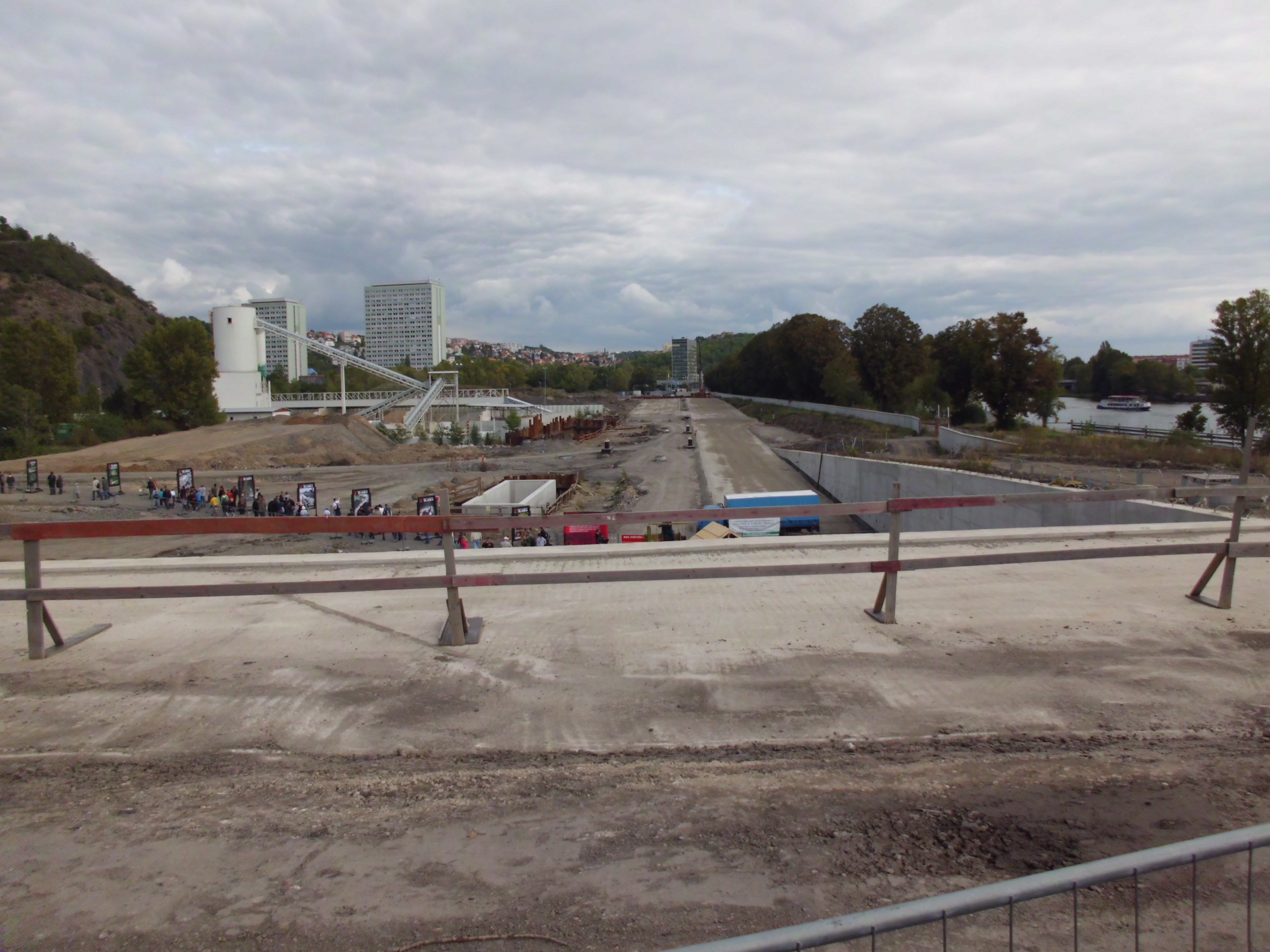
Dvoutyčové zábradlí pro zabránění vstupu

## České předpisy a normy

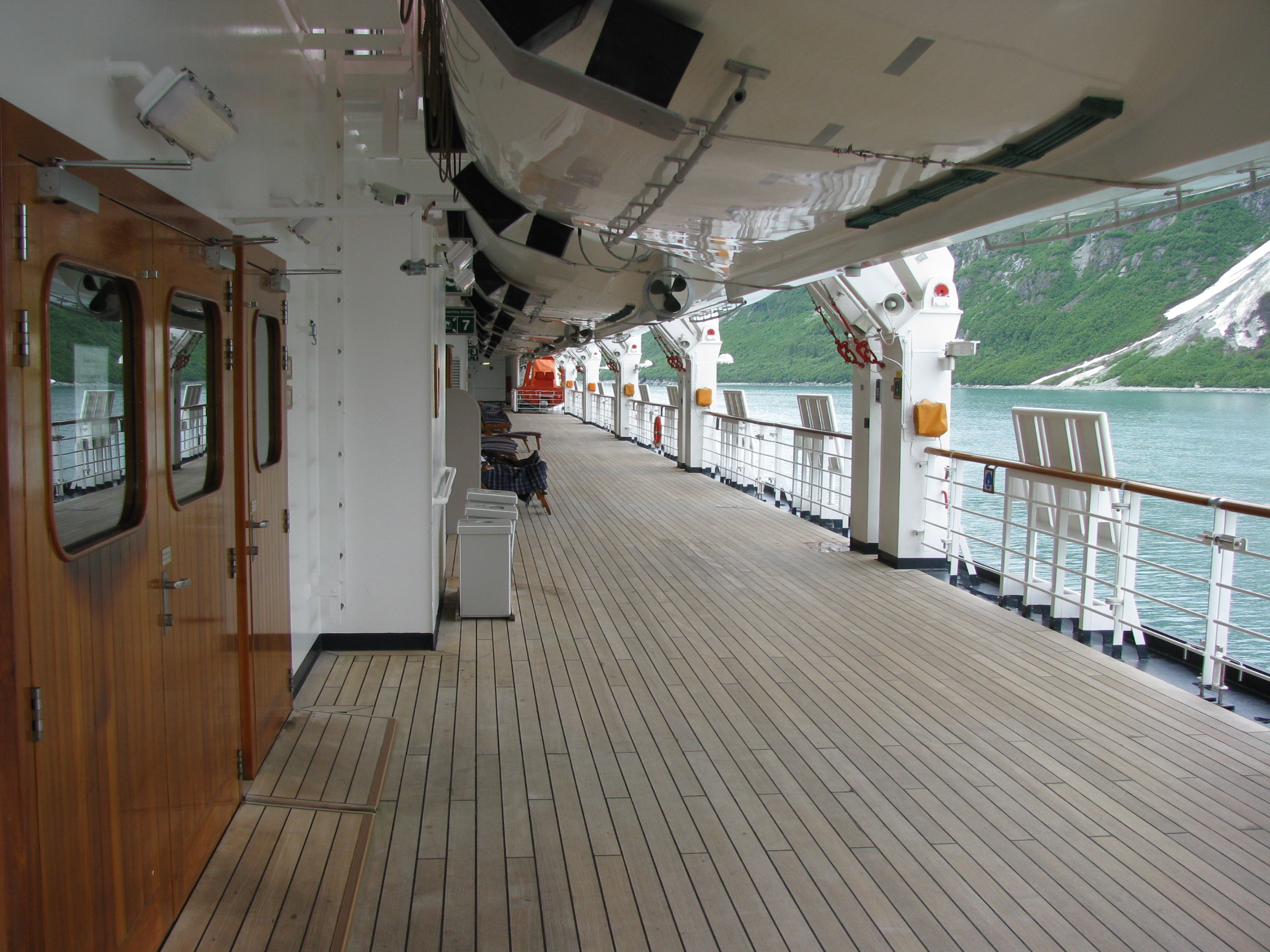
Zábradlí na palubě parníku Westerdam

### Trvalá zábradlí
Zábradlí na veřejně přístupných místech stavby
- Vyhláška č. 268/2009 Sb., o technických požadavcích na stavby
- Vyhláška č. 398/2009 Sb., o obecných technických požadavcích zabezpečujících bezbariérové užívání staveb
- Nařízení vlády č. 101/2005 Sb., o podrobnějších požadavcích na pracoviště a pracovní prostředí
- ČSN 74 3305 Ochranná zábradlí, 1/2008

Zábradlí komínových lávek
- ČSN 73 4201 Komíny a kouřovody Navrhování, provádění a připojování spotřebičů paliv, (čl. 6.8.4 Komínová lávka)

Zábradlí na mostních objektech a opěrných zdech
- ČSN 73 6201 Projektování mostních objektů, 11/2008

Zábradlí na pozemních komunikacích a dráze
- ČSN 73 6101 Projektování silnic a dálnic, 1/2000, čl. 13.1.2.3
- ČSN 73 6110 Projektování místních komunikací
- ČSN prEN 1317-6 (73 7001) Silniční záchytné systémy - Část 6: Záchytné systémy pro chodce, mostní zábradlí (v návrhu)
- ČSN 73 6425-1 Autobusové, trolejbusové a tramvajové zastávky, přestupní uzly a stanoviště - Část 1: Navrhování zastávek
- TNŽ 73 6334 Oplocení a zábradlí na drahách celostátních a regionálních, 7/1998

Zábradlí na plavidlech
- ČSN EN 711 (32 2305) Plavidla vnitrozemské plavby - Palubní zábradlí - Požadavky, typy, 02/1997

Zábradlí na strojních zařízeních
- ČSN EN ISO 14122-3 (83 3280) Bezpečnost strojních zařízení - Trvalé prostředky přístupu ke strojním zařízením - Část 3: Schodiště, žebříková schodiště a ochranná zábradlí, 5/2002

### Dočasná zábradlí na pracovištích
- Nařízení vlády č. 362/2005 Sb., o bližších požadavcích na bezpečnost a ochranu zdraví při práci na pracovištích s nebezpečím pádu z výšky nebo do hloubky
- ČSN 73 8106 Ochranné a záchytné konstrukce